# Aeropuerto Internacional Francisco Bangoy
Aeropuerto Internacional Francisco Bangoy también conocido como Aeropuerto Internacional de Dávao (IATA: DVO, OACI: RPMD), es el principal aeropuerto que sirve a Davao City en Filipinas. Es el aeropuerto más concurrido de la isla de Mindanao y el tercero más activo de Filipinas. El aeropuerto tiene una única 3.000 metros de precisión pista.
Una nueva terminal reemplaza las terminales del aeropuerto anterior, que se encuentran justo al otro lado, en el manejo de vuelos nacionales e internacionales que operan desde y hacia Dávao. La moderna instalación está diseñada para manejar aproximadamente 2 millones de pasajeros al año y 84,600 toneladas métricas de carga al año. La capacidad adicional también se complementa con los últimos equipos de navegación, seguridad y manejo de equipaje.
La modernización y modernización de las instalaciones aeroportuarias tiene como objetivo consolidar a Dávao como un centro para el turismo y la inversión extranjera en la región. El desarrollo fue financiado por un préstamo de cuarenta millones de dólares del Banco Asiático de Desarrollo, cofinanciado por el Banco Europeo de Inversiones por veinticinco millones de ECUs, y mediante fondos presupuestarios asignaciones del gobierno. El costo total del proyecto ascendió a $ 128 millones.
Después de casi una década, la nueva terminal se inauguró finalmente el 2 de diciembre de 2003. La construcción inicial comenzó en 2000, mientras que los planes de construcción se anunciaron en 1992.
El 12 de noviembre de 2007, Cebu Pacific anunció este aeropuerto como su tercer hub.
Philippine Airlines, la aerolínea de bandera del país, anunció este aeropuerto como su tercer centro el 26 de marzo de 2018.
La Ley de la República (RA) 11457, conocida como la Carta de la Autoridad del Aeropuerto Internacional de Dávao, fue firmada por Su Excelencia Presidente Rodrigo Roa Duterte el 30 de agosto de 2019. Esta ley crea y establece la Autoridad del Aeropuerto Internacional de Dávao que manejará todos los aeropuertos de la región de Dávao, incluido el aeropuerto internacional Francisco Bangoy en la ciudad de Dávao.

## Historia
El Aeropuerto Internacional Francisco Bangoy comenzó a operar en la década de 1940 con una donación de tierras en Barangay Sasa, ubicada en el distrito de Buhangin en la ciudad de Dávao, por Don Francisco Bangoy, el patriarca de una familia influyente que más tarde se desempeñó como congresista de la ciudad. En el momento en que comenzó a operar, el aeropuerto consistía simplemente en una pista de césped sin pavimentar de 1.200 metros y quonset hut s que funcionaba como edificios terminales. En ese momento, y durante gran parte de la década de 1940 y 1950, tanto Philippine Airlines como la Fuerza Aérea de Filipinas prestaron servicio aéreo a la ciudad.
En 1959, el complejo consistía en una pequeña torre de control y varios edificios de poca altura. El derecho de paso y el acceso a los edificios de la terminal y el aeropuerto se mejoraron mediante la donación de tierras por parte de Paciano Bangoy durante las últimas etapas de su mandato como gobernador. En 1980 se construyó una nueva terminal diseñada por el arquitecto filipino Leandro Locsin, con una capacidad de un millón de pasajeros, y la pista se extendió progresivamente desde su longitud original de 1.200 metros a su actual 3.000 metros. Ambos proyectos fueron financiados durante el mandato del entonces congresista Manuel García, cuyo distrito congresional cubre el perímetro del aeropuerto.
El rápido crecimiento en el aeropuerto precipitó la construcción de un ₱ 15 millones de terminales internacionales provisionales junto a la terminal existente del aeropuerto, y luego, finalmente, un nuevo edificio terminal más grande que consolidaría las dos terminales existentes. En la planificación desde 1992, la construcción comenzó en 2000 y posteriormente se inauguró el 2 de diciembre de 2003, con una capacidad doble que la de la antigua terminal del aeropuerto. La construcción del nuevo edificio P2.7 billones fue financiada por el Banco Asiático de Desarrollo y el Banco Europeo de Inversiones. El avión más grande para aterrizar en el Aeropuerto Internacional Francisco Bangoy es el Antonov An-124 Ruslan (número de registro UR-82027), está hecho para entregar el fuselaje del dañado Cebu Pacific Airbus A320 que sobrepasó la pista durante una fuerte lluvia desde el 2 de junio de 2013.
En junio de 2015, la Autoridad de Desarrollo de Mindanao planea convertir la terminal del aeropuerto de 1980-2003 en un museo comercial y cultural. Los planes aún están en estudio.

## Estadística

### Tráfico de Pasajeros
| Year | Passenger movements | % Change from Previous Year |
| ---- | ------------------- | --------------------------- |
| 2001 | 960,712             |                             |
| 2002 | 976,431             | 1.61%                       |
| 2003 | 1,004,595           | 2.89%                       |
| 2004 | 1,151,195           | 12.73%                      |
| 2005 | 1,347,034           | 14.54%                      |
| 2006 | 1,341,814           | 0.39%                       |
| 2007 | 1,555,222           | 13.72%                      |
| 2008 | 1,692,877           | 8.13%                       |
| 2009 | 1,967,950           | 13.98%                      |
| 2010 | 2,229,616           | 11.74%                      |
| 2011 | 2,629,096           | 15.19%                      |
| 2012 | 2,791,123           | 5.81%                       |
| 2013 | 2,795,250           | 0.15%                       |
| 2014 | 3,452,303           | 19.03%                      |
| 2015 | 4,150,105           | 16.81%                      |
| 2016 | 3,553,201           | 14.38%                      |

## Estructura

### Terminal
La terminal de pasajeros P2.7 billones es un edificio inspirado en la arquitectura malaya que es cuatro veces más grande que la antigua terminal. Está totalmente informatizado, es más seguro y tiene más espacios comerciales para concesionarios en aproximadamente 9,000 metros cuadrados de área bruta locativa. Tiene cuatro unidades de puentes de jet para pasajeros. También tiene un sistema de visualización de información de vuelo y un sistema de circuito cerrado de televisión que complementa el sistema de seguridad de la terminal.
La terminal cuenta con 14 contadores de check-in nacionales y 14 internacionales que pueden manejar un flujo constante de tráfico de pasajeros. Los mostradores de facturación están equipados con balanzas y transportadores electrónicos y su sistema de manejo de equipaje también está informatizado.
También tiene 2 áreas de arribo, para nacionales e internacionales con 2 transportadores de equipaje cada uno.
El edificio de la terminal de carga cubre casi 5,580 metros cuadrados y puede manejar hasta 84,600 toneladas métricas de carga al año.

### Pista
El aeropuerto tiene una sola pista de 3.000 metros de largo por 45 m de ancho que puede manejar aeronaves de fuselaje ancho como el Airbus A330, the Airbus A340, Airbus A350, Boeing 737 Next Generation, Boeing 747, Boeing 757, Boeing 767-200, Boeing 767-200ER, Boeing 767-300, Boeing 767-300ER, Boeing 767-300F, Boeing 777, and Boeing 787 Dreamliner. La instalación de un nuevo sistema de aterrizaje por instrumentos (ILS) para las pistas 05 y 23 mejoró su conformidad con la categoría operativa de Organización Internacional de Aviación Civil (ICAO) categoría de aproximación de precisión 1. Puede acomodar 8-10 aterrizajes de aeronaves por hora, dependiendo del tamaño y tiene el equivalente de 9 áreas de espera para esas aeronaves. El aeropuerto también tiene 2 calles de acceso doble. Los taxis A3 y A4 se utilizan para acceder a la nueva rampa y terminal; las calles de rodaje B y C se utilizan para acceder a la antigua rampa del aeropuerto.
El avión más grande para aterrizar en el Aeropuerto Internacional Francisco Bangoy es un Antonov An-124. El Antonov An-124 es el cuarto avión más grande del mundo, junto al Boeing 747-8.

### Otras Estructuras
Además del edificio principal de la terminal, también hay nuevas instalaciones de apoyo como el Edificio de Administración, el Edificio de Mantenimiento de Aeródromos, el Edificio Central de Planta, el Hangar para Fuerzas Armadas y el avión de entrenamiento y el Edificio de Incendios/Choques/Rescate. Tiene un área de aparcamiento para 688 ranuras y 4 espacios para autobuses lanzadera. Tiene un modo de espera de 3 - megavatios generador de potencia.

## Desarrollo Futuro
El Departamento de Turismo emitió un Plan de Desarrollo Turístico de Filipinas, que incluye el Aeropuerto Internacional de Dávao:

### Proyecto 4: Actualización
Este proyecto comprende las siguientes tareas:
- Descongestionar inmediatamente la capacidad de manejo de pasajeros en el área de salida existente racionalizando la oficina y el espacio comercial para aumentar el número de mostradores de facturación y espacios de espera. Alrededor de 40 mostradores de check-in. Implementando el plan maestro para expandir la terminal internacional por 10 puertas y dedicar 10 puertas para operaciones aéreas nacionales.
- En enero de 2017, comenzó la licitación para la Rehabilitación y Expansión del Aeropuerto Internacional de Dávao. Incluye la construcción de una nueva terminal de pasajeros y una segunda pista en consideración. El 22 de mayo de 2017, Sec. Tugade decidió que los fondos serán de Overseas Development Assistance (ODA).

## Líneas aéreas y Destinos
| Aerolíneas                                  | Destinos |
| ------------------------------------------- | --- |
| Cathay Dragon                               | Hong Kong |
| Cebu Pacific                                | Bacólod, Cebú, Clark, Iloilo, Manila, Singapur, Tagbilaran (empieza el 1 de febrero de 2020; enfinaliza el 28 de marzo de 2020), Zamboanga |
| Cebu Pacific operated by Cebgo              | Cagayán de Oro, Tagbilaran (finaliza el 30 de enero de 2020; resumes 29 de marzo de 2020)                                                  |
| Garuda Indonesia                            | Manado |
| Philippine Airlines                         | Cebú, Clark, Manila |
| Philippine Airlines operated by PAL Express | Cebú, Clark, Iloilo(resumes 3 de enero de 2020), Manado (begins 31 de marzo de 2020), Manila, Tagbilaran, Siargao, Zamboanga               |
| Philippines AirAsia                         | Cebú, Clark, Manila |
| Qatar Airways                               | Doha |
| SilkAir                                     | Singapur |
| XiamenAir                                   | Quanzhou |

## Incidentes
- El 19 de abril de 2000, Air Philippines Flight 541, un Boeing 737-200 en ruta desde Manila a Dávao se estrelló cerca del aeropuerto matando a 131 personas.[13][14]
- El 4 de marzo de 2003, una bomba estalló en el cobertizo de espera afuera del antiguo edificio de la terminal, matando a 21 personas. Al menos otras 145 personas resultaron heridas cuando estalló la bomba.[15]
- En la noche del 25 de agosto de 2008, una Fuerza Aérea de Filipinas, Hércules C-130 con destino a Ciudad de Iloílo se estrelló contra el Golfo de Dávao poco después de despegar de Dávao International Aeropuerto. El avión se hundió 800 pies en el golfo. El incidente mató a nueve miembros de la tripulación más dos soldados Ejército de Filipinas.[16][17] Después de varios días de una operación de búsqueda y recuperación, los restos fueron encontrados con la ayuda de un buque de la Armada estadounidense, el USNS  John McDonnell .[18]
- El 2 de junio de 2013, un vuelo Cebu Pacific 971 (número de registro RP-C3266) que transportaba 165 pasajeros desde Manila, se sobrepuso a la pista durante una fuerte lluvia. No hubo víctimas, sin embargo, el avión sufrió graves daños.[19] El avión dañado se trasladó a la antigua terminal del aeropuerto para la investigación y la separación.